# Cor de l'Any d'Eurovisió 2017
El I Cor de l'any d'Eurovisió va tenir lloc el 22 de juliol de 2017 a l'Arena Riga de Riga, Letònia, i va ser la primera edició del concurs. Va ser produït per l'emissora letona Latvijas Televizija (LTV) al costat del Despatx de Desenvolupament de Turisme de Riga. Va ser presentat per Eric Whitacre i Eva Johansone.
9 van ser els països que van participar al festival, incloent Gal·les, fet que suposaria la segona vegada que el Regne Unit no participa com a Estat unificat en un esdeveniment de la xarxa d'Eurovisió (Gal·les ja havia debutat en 1994 en Jocs sense fronteres).

## Organització

### Seu del festival
El 14 de febrer de 2017, es va confirmar que el concurs inaugural tindria lloc a l'Arena Riga, localitzat a Riga, Letònia. El complex s'usa principalment per a concerts, hoquei sobre gel i basquetbol. Té una capacitat de 13 486 espectadors i va ser construït en 2006 amb la intenció d'allotjar el Campionat Mundial d'Hoquei sobre Gel de 2006. Durant anys, ha organitzat actuacions per a nombrosos artistes coneguts de tot el món. En 2015, va ser amfitrió del grup D de l'Eurobasket 2015.

## Països participants

Països participants.

### Cançons i selecció
| País i TV                           | Títol original de la cançó                               | Cor                          | Procés i data de selecció          |
| País i TV                           | Traducció al català                                      | Idioma(es)                   | Procés i data de selecció          |
| ----------------------------------- | -------------------------------------------------------- | ---------------------------- | ---------------------------------- |
| Alemanya · WDR                      | «African Call» «Palettes»                                | Jazzchor Freiburg            | Elecció interna, 2017              |
| Alemanya · WDR                      | Crida africana Paletes                                   | Llengua artificial / Alemany | Elecció interna, 2017              |
| Àustria · Österreichischer Rundfunk | «Ave Maria» «I Tua Wos I Wü» «Rah»                       | Hardchor Linz                | Elecció interna, 2017              |
| Àustria · Österreichischer Rundfunk | Au María Jo també vaig ser jo Va dir                     | Llatí / alemany / anglès     | Elecció interna, 2017              |
| Bèlgica · RTBF                      | «Dans La Troupe» «Ensemble»                              | Les Pastoureaux              | Elecció interna, 2017              |
| Bèlgica · RTBF                      | En la tropa Conjunt                                      | Francès                      | Elecció interna, 2017              |
| Dinamarca · DR                      | «I Seraillets Have» «Wiigen-Lied»                        | Academic Choir of Aarhus     | Elecció interna, 2017              |
| Dinamarca · DR                      | Al jardí de Seraill He de tenir                          | Danès                        | Elecció interna, 2017              |
| Eslovènia · RTVSLO                  | «Ta na Solbici» «Adrca» «Aj, zelena je vsa gora»         | Carmen Manet                 | Elecció interna, 2017              |
| Eslovènia · RTVSLO                  | No ho sé Adrca Oh, el verd és tot muntanya               | Eslovè                       | Elecció interna, 2017              |
| Estònia · ERR                       | «Absolute Tormis»                                        | Estonian TV Girls' Choir     | Elecció interna, 2017              |
| Estònia · ERR                       | Absolut Tormis                                           | Estonià                      | Elecció interna, 2017              |
| Gal·les · S4C                       | «O, Mountain, O» «Mil Harddach» «Wade In The Water»      | Côr Merched Sir Gâr          | Côr Cymru, 9 d'abril de 2017       |
| Gal·les · S4C                       | Oh, muntanya, oh Mel bella Xipollejar en l'aigua         | Txec / Gal·lès / Anglès      | Côr Cymru, 9 d'abril de 2017       |
| Hongria · MTVA                      | «Karádi Nóták»                                           | Béla Bartók Male Choir       | Elecció interna, 2017              |
| Hongria · MTVA                      | La cançó de Karádi                                       | Hongarès                     | Elecció interna, 2017              |
| Letònia · LTV                       | «Grezna Saule Debesīs» «És čigāna meita biju»            | Spīgo                        | Latvija Dzied, 29 de abril de 2017 |
| Letònia · LTV                       | Sol en el cel de luxe Sóc una persona, era filla de Roma | Letó                         | Latvija Dzied, 29 de abril de 2017 |

## Festival

### Jurat
- Elīna Garanča (mezzosoprano letona)
- John Rutter (compositor britànic)
- Nicolas Fink (director d'orquestra suís)

### Resultats
| Núm. | País      | Cor                      | Cançó(és)                                           | Lloc |
| ---- | --------- | ------------------------ | --------------------------------------------------- | ---- |
| 1    | Estònia   | Estonian TV Girls' Choir | "Absolute Tormis"                                   | -    |
| 2    | Dinamarca | Academic Choir of Aarhus | "I Seraillets Have" "Wiigen-Lied"                   | -    |
| 3    | Bèlgica   | Les Pastoureaux          | "Dans La Troupe" "Ensemble"                         | -    |
| 4    | Alemanya  | Jazzchor Freiburg        | "African Call" "Palettes"                           | -    |
| 5    | Eslovènia | Carmen Manet             | "Ta Na Solbici" "Adrca" "Aj, Zelena Je Vsa Gora"    | 1    |
| 6    | Hongria   | Bela Bartok Male Choir   | "Karádi Nóták"                                      | -    |
| 7    | Gal·les   | Côr Merched Sir Gâr      | "O, Mountain, O" "Mil Harddach" "Wade In The Water" | 2    |
| 8    | Àustria   | Hardchor Linz            | "Ave Maria" "I Tua Wos i wü" "Rah"                  | -    |
| 9    | Letònia   | Spīgo                    | "Grezna Saule Debesīs" "És čigāna Meita Biju"       | 3    |

### Directors
Els directors de cada país són els següents:
- Alemanya – Bertrand Gröger
- Àustria – Alexander Koller
- Bèlgica – Philippe Favette
- Dinamarca – Ole Faurschou
- Eslovènia – Primož Kerštanj
- Estònia – Aarne Saluveer
- Gal·les – Islwyn Evans
- Hongria – Lakner Tamás
- Letònia – Līga Celma-Kursiete

### Retransmissió i comentaristes
Diversos països enviaren comentaristes a Riga o directament ho van fer des del seu propi país, amb la finalitat d'aportar informació als participants i, de ser necessari, proporcionar informació sobre les votacions.

#### Països participants
- Alemanya – Desconegut (Arte Concert, directe; SR, SWR i WDR, diferit)[16][17]
- Àustria – Alexander Žigo i Teresa Vogl (ORF 2, diferit)[18]
- Bèlgica – Camille De Rijck (Musiq'3 i La Trois)[19][20]
- Dinamarca – Ole Tøpholm i Phillip Faber (K)[21][22]
- Eslovènia – Igor Velše (RTV SLO1)[23]
- Estònia – Eero Raun (ETV2)[24]
- Gal·les – Morgan Jones i Elin Manahan Thomas (S4C)[25]
- Hongria – Milán Bolla (M5)[26]
- Letònia – Edgars Raginskis (LTV1)[26]

#### Països no participants
- Albània – Andri Xhahu (RTSH 1, diferit)[26]
- Austràlia – Sense comentaristes (SBS, 16 de setembre)[27]
- França – Desconegut (Arte Concert)[28]
- Noruega – Arild Erikstad (NRK2, 1 d'abril de 2018)[29]
- Sèrbia – Silvana Grujić (RTS2)[26]
- Ucraïna – Desconegut (Radio Ukraine, diferit)[30]

## Altres països
Per ser un país elegible a l'hora de participar al Cor de l'Any d'Eurovisió, necessita ser un membre actiu de la Unió Europea de Radiodifusió (UER).
- Noruega – el 5 de setembre de 2016, la radiotelevisió nacional noruega NRK va anunciar que no faria el seu debut en 2017 a la competició a causa de la seva implicació dins de [[Let the Peoples Sing]], una altra competició de la UER.[32]
- Suècia – el 29 de maig de 2017, la radiotelevisió nacional sueca SVT va anunciar que no faria el seu debut en 2017 a la competició.[33]